# Safor
La Safor è una delle 34 comarche della Comunità Valenciana, con una popolazione di 163 975 abitanti in maggioranza di lingua valenciana; suo capoluogo è la città di Gandia (cast. Gandía).
Amministrativamente fa parte della provincia di Valencia, che comprende 17 comarche.